# Municipio de Otto (Míchigan)
El municipio de Otto (en inglés: Otto Township) es un municipio ubicado en el condado de Oceana en el estado estadounidense de Míchigan. En el año 2010 tenía una población de 826 habitantes y una densidad poblacional de 8,9 personas por km².

## Geografía
El municipio de Otto se encuentra ubicado en las coordenadas 43°30′20″N 86°13′9″O / 43.50556, -86.21917. Según la Oficina del Censo de los Estados Unidos, el municipio tiene una superficie total de 92.83 km², de la cual 86,65 km² corresponden a tierra firme y (6,66 %) 6,18 km² es agua.

## Demografía
Según el censo de 2010, había 826 personas residiendo en el municipio de Otto. La densidad de población era de 8,9 hab./km². De los 826 habitantes, el municipio de Otto estaba compuesto por el 95,88 % blancos, el 1,21 % eran afroamericanos, el 1,09 % eran amerindios, el 0,73 % eran de otras razas y el 1,09 % eran de una mezcla de razas. Del total de la población el 7,02 % eran hispanos o latinos de cualquier raza.